# Хилдеболд фон Вунсторф
Хилдеболд фон Вунсторф (на немски: Hildebold von Wunstorf, Hildbold; † 11 октомври 1273, Бремен) е от 1258 до смъртта си архиепископ на Бремен.

## Биография
Той е син на граф Хилдеболд II фон Вунсторф и Хедвиг фон Олденбург, дъщеря на граф Мориц I фон Олденбург.
През 1240 г. Хилдеболд става каноник в Бремен, след това през 1250 г. архидякон в Рюстринген. С помощта на чичо му абат Ото фон Олденбург е избран за архиепископ на Бремен. Той веднага отива Рим, където на 17 април 1259 г. е помазан от папа Александър IV.
След измирането на Вилдесхаузенската линия на род Олденбург през 1270 г. Хилдеболд получава графството Вилдесхаузен, което остава собственост на Бремен.
Хилдеболд умира на 11 октомври 1273 г. в Бремен и е погребан в катедралата на Бремен. Последван е в службата му от Гизелберт фон Брункхорст, братовчед по майчина линия.